# Rio Ciudion
O Rio Ciudion é um rio da Romênia, afluente do Pârâul Ciudion, localizado no distrito de Covasna.